# Liste der Naturdenkmale in Hirschfeld (Hunsrück)
Die Liste der Naturdenkmale in Hirschfeld nennt die im Gemeindegebiet von Hirschfeld ausgewiesenen Naturdenkmale (Stand 13. Mai 2024).

## Naturdenkmale
| Nr.         | Bezeichnung         | Lage                                                           | Beschreibung    | Bild                                    |
| ----------- | ------------------- | -------------------------------------------------------------- | --------------- | --------------------------------------- |
| ND-7140-117 | Eiche am Langenwald | nordwestlich des Ortes an der L 190; Abteilung Langenwald Lage | Quercus petraea | Direkt Bild zu diesem Denkmal hochladen |